# Reutern (Bad Griesbach im Rottal)
Reutern (Riutarn, Rautar, Reittorn) im niederbayerischen Landkreis Passau ist ein Ortsteil und eine Gemarkung der Stadt Bad Griesbach im Rottal. Bis 1972 bildete Reutern eine selbstständige Gemeinde.

## Lage
das Pfarrdorf Reutern liegt im Isar-Inn-Hügelland etwa drei Kilometer nordöstlich von Bad Griesbach an der Staatsstraße 2118.

## Geschichte
Das Dorf wurde urkundlich zum ersten Male 1076 erwähnt. In diesem Jahre betraute Bischof Altmann von Passau den Grafen Heinrich II. von Vornbach mit der Vogtei über die in Bayern gelegenen Besitzungen des neu gegründeten Chorherrenstiftes St. Nikola und gab ihm für die Verbindlichkeiten, welche er mit diesem Amt übernahm, zwölf Weinberge in Reutern, die in der Nähe seines Schlosses Griesbach lagen, zu Lehen.
Gegen Ende des 12. Jahrhunderts findet man das Hochstift Passau in Reutern begütert. Auch die Mönche von Vornbach hatten Grundbesitz im Dorf selbst und in der Umgebung von Reutern.
Da in dieser urkundlichen Erwähnung zwölf Weinberge als Lehen vergeben wurden, muss man wohl davon ausgehen, dass diese wohl schon lange Zeit bestanden.
Reutern bildete eine Obmannschaft in Amt vorm Wald des Landgerichtes Griesbach. Aus dem Steuerdistrikt Reutern wurde mit dem Gemeindeedikt von 1818 die Gemeinde Reutern geschaffen. Diese wurde am 1. Januar 1972 im Zuge der Gebietsreform in Bayern in die Stadt Griesbach im Rottal eingemeindet.

## Sehenswürdigkeiten

### Baudenkmäler
In der Liste der Baudenkmäler in Bad Griesbach im Rottal sind für Reutern vier Baudenkmäler aufgeführt, darunter:

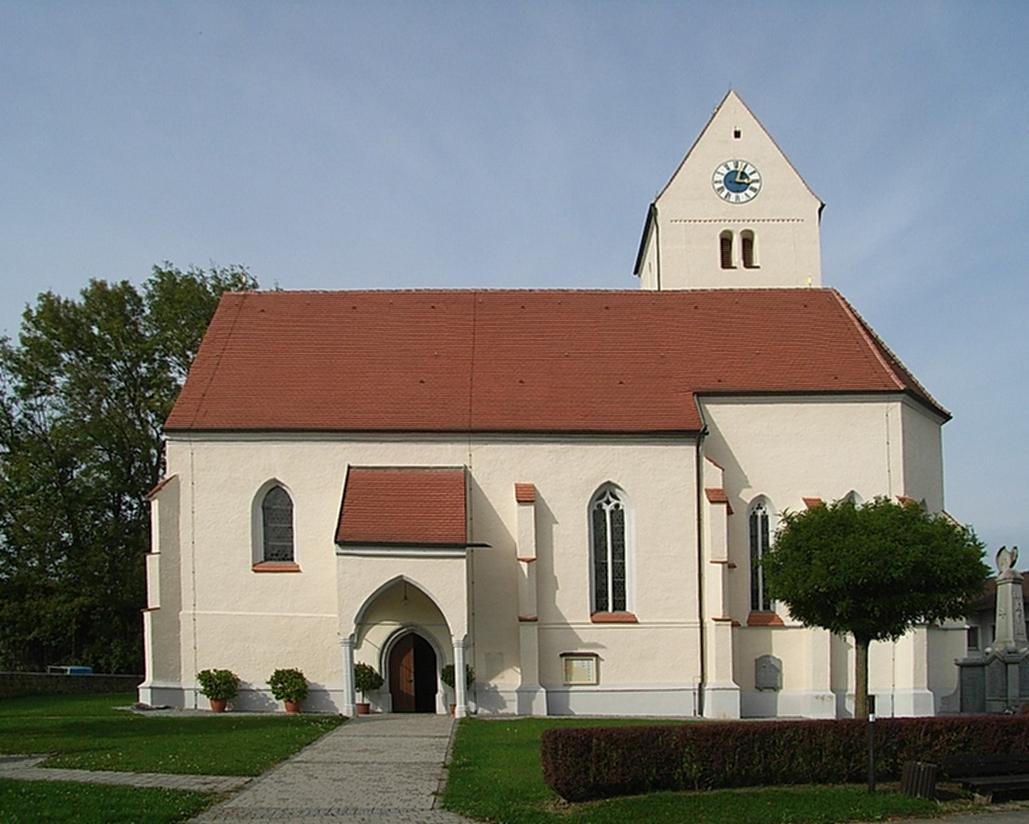
Pfarrkirche St. Valentin

- Die Pfarrkirche St. Valentin wurde auf romanischen und gotischen Fundamenten im 16./17. Jahrhundert erbaut. Sie besitzt einen romanischen Sattelturm. Die Ausstattung stammt aus dem Barock und Rokoko. Der Hochaltar aus dem 17. Jahrhundert zeigt auf dem Altarblatt den hl. Valentin bei der Heilung von Epileptikern. Eine spätgotische Holzfigur des hl. Valentin stammt aus der Zeit um 1500.
- Etwa zwei Kilometer entfernt befindet sich eine neugotische Hofkapelle beim Hof Neukl, direkt an einem Wanderweg der Stadt Bad Griesbach.

## Bildung
Die Volksschule Berg-Reutern (Grundschule) bot Bildungsmöglichkeiten im Primarbereich. Der Schulstandort Reutern wurde zum Ende des Schuljahres 2011/12 auf Betreiben vom Bad Griesbacher Bürgermeister Jürgen Fundke (ÜW) geschlossen. Die Kinder aus Reutern sind jetzt der Grundschule in Bad Griesbach zugeteilt.